# Sibynophis collaris
Sibynophis collaris е вид змия от семейство Смокообразни (Colubridae).

## Разпространение
Видът е разпространен във Виетнам, Индия, Китай (Тибет и Юннан), Лаос, Малайзия (Западна Малайзия), Мианмар, Непал, Тайван и Тайланд.